# Ciclismo ai Giochi della XXVII Olimpiade - Americana
La gara di americana dei Giochi della XXVII Olimpiade si è disputata il 21 settembre al Dunc Gray Velodrome a nord di Sydney. La medaglia d'oro è stata vinta dagli australiani Brett Aitken e Scott McGrory, mentre l'argento e il bronzo sono andati rispettivamente alla coppia belga e alla coppia italiana.
La competizione ha visto la partecipazione di 28 ciclisti di 14 nazioni.

## Programma
| Data              | Ora   | Turno  |
| ----------------- | ----- | ------ |
| 21 settembre 2000 | 19:35 | Finale |

## Regolamento
I ciclisti hanno percorso 240 giri di pista (60 km), effettuando 20 sprint (uno ogni 5 km). A ogni sprint venivano assegnati cinque punti al primo, tre al secondo, due al terzo e uno al quarto classificato (all'ultimo sprint venivano assegnati punti doppi). La classifica è stilata in base a numero di giri guadagnati doppiando il gruppo; e poi in base ai piazzamenti nelle volate.

## Ordine d'arrivo
| Posizione | Atleta                            | Nazione       | Punti | Giri |
| --------- | --------------------------------- | ------------- | ----- | ---- |
| Oro       | Brett Aitken Scott McGrory        | Australia     | 26    | 0    |
| Argento   | Etienne De Wilde Matthew Gilmore  | Belgio        | 22    | 0    |
| Bronzo    | Silvio Martinello Marco Villa     | Italia        | 15    | 0    |
| 4         | Rob Hayles Bradley Wiggins        | Gran Bretagna | 13    | 0    |
| 5         | Roland Garber Werner Riebenbauer  | Austria       | 10    | 0    |
| 6         | Guido Fulst Olaf Pollack          | Germania      | 9     | 0    |
| 7         | Juan Curuchet Gabriel Curuchet    | Argentina     | 9     | 0    |
| 8         | Robert Slippens Danny Stam        | Paesi Bassi   | 8     | 0    |
| 9         | Oleksandr Fedenko Vasyl Yakovlev  | Ucraina       | 8     | 0    |
| 10        | Christophe Capelle Robert Sassone | Francia       | 5     | 0    |
| 11        | Kurt Betschart Bruno Risi         | Svizzera      | 5     | 0    |
| 12        | Jimmi Madsen Jakob Piil           | Danimarca     | 5     | 0    |
| 13        | Isaac Gálvez Juan Llaneras        | Spagna        | 3     | 0    |
| 14        | Ėduard Gricun Anton Šantyr'       | Russia        | 5     | -2   |